# Loi psychologique fondamentale
La loi psychologique fondamentale est une loi économique énonçant que la valeur absolue de la consommation est une fonction croissante du revenu, mais que la consommation augmente moins rapidement que les revenus. Cette loi a été formulée par l'économiste John Maynard Keynes en 1936.

## Concept
Dans sa Théorie générale de l'emploi, de l'intérêt et de la monnaie, Keynes s'intéresse de la variation des dépenses de l'agent économique en fonction de son revenu. Il écrit que « la propension à consommer est une fonction assez stable et le montant de la consommation globale dépend essentiellement du montant du revenu global » : plus les revenus augmentent, plus les personnes concernées consomment.
Cependant, si les revenus augmentent rapidement, la consommation n'augmente pas aussi vite. En effet, une fois atteint un certain seuil, une partie des revenus est épargnée. Autrement dit, la consommation augmente avec le revenu mais moins que proportionnellement. À court terme la propension moyenne à consommer est toujours supérieure à la propension marginale à consommer. 
Ce concept est considéré comme flou par les économistes, du fait de l'imprécision de Keynes et de son absence de modélisation. Ce flou a conduit les économistes à utiliser une fonction de consommation affine plutôt que la loi psychologique fondamentale.

## Critiques et débats
Jean-Marie Albertini soutient que cette loi n'est pas un facteur principal du déclenchement des crises économiques. En effet, l'excès de l'épargne peut-être investi, comme Keynes semble l'entendre ; aussi, elle n'a pas été vérifiée durant toute l'histoire du capitalisme à l'exception de la fin du dix-neuvième et du début du vingtième siècles. Lorsque les entreprises sentent que la production dépasse largement la consommation sur le marché des biens de consommation (cas de surproduction), elles arrêtent les investissements provoquant ainsi un excès d'épargne chez les consommateurs, une baisse des revenus distribués et du chômage. Il semble donc que la cause fondamentale  de la crise se trouve dans l'excès de l'investissement (cf. L'effet accélérateur) et que le gonflement de l'épargne n'en est que la conséquence,.